# Малинівська сільська рада (Петрівський район)
| Малинівська сільська рада — колишній орган місцевого самоврядування у Петрівському районі Кіровоградської області з адміністративним центром у с. Малинівка. Сільській раді підпорядковані населені пункти: - с. Малинівка |

## Склад ради
Рада складалася з 12 депутатів та голови.

### Керівний склад ради
| ПІБ                         | Основні відомості                                   | Дата обрання | Дата звільнення |
| --------------------------- | --------------------------------------------------- | ------------ | --------------- |
| Білаш Сергій Дмитрович      | Сільський голова, 1971 року народження, освіта      | 26.03.2006   | 31.10.2010      |
| Яротник Едуард Анатолійович | Сільський голова, 1971 року народження, освіта вища | 31.10.2010   |                 |

Примітка: таблиця складена за даними джерела

## Населення
Згідно з переписом УРСР 1989 року чисельність наявного населення сільської ради становила 453 особи, з яких 213 чоловіків та 240 жінок.
За переписом населення України 2001 року в сільській раді мешкало 490 осіб.

### Мова
Розподіл населення за рідною мовою за даними перепису 2001 року:
| Мова       | Відсоток |
| ---------- | -------- |
| українська | 97,15 %  |
| молдовська | 2,03 %   |
| російська  | 0,61 %   |
| білоруська | 0,20 %   |